# Lijst van ministers-presidenten van Sleeswijk-Holstein

Wapen van Sleeswijk-Holstein

Dit is een lijst van ministers-presidenten van de Duitse deelstaat Sleeswijk-Holstein.

## Ministers-presidenten van Sleeswijk-Holstein van deBondsrepubliek Duitsland(1946–heden)
| Nr.   | Minister-president van Sleeswijk-Holstein Ministerpräsident des Landes Schleswig-Holstein | Minister-president van Sleeswijk-Holstein Ministerpräsident des Landes Schleswig-Holstein | Minister-president van Sleeswijk-Holstein Ministerpräsident des Landes Schleswig-Holstein | Ambtstermijn      | Ambtstermijn     | Partij |
| ----- | ----------------------------------------------------------------------------------------- | ----------------------------------------------------------------------------------------- | ----------------------------------------------------------------------------------------- | ----------------- | ---------------- | ------ |
| 1     |                                                                                           |                                                                                           | Theodor Steltzer (1885–1967)                                                              | 12 september 1946 | 29 april 1947    | CDU    |
| 2     |                                                                                           | Hermann Lüdemann                                                                          | Hermann Lüdemann (1880–1959)                                                              | 29 spril 1947     | 29 augustus 1949 | SPD    |
| 3     |                                                                                           |                                                                                           | Bruno Diekmann (1897–1982)                                                                | 29 augustus 1949  | 5 september 1950 | SPD    |
| 4     |                                                                                           | Walter Bartram                                                                            | Walter Bartram (1893–1971)                                                                | 5 september 1950  | 25 juni 1951     | CDU    |
| 5     |                                                                                           |                                                                                           | Friedrich- Wilhelm Lübke (1887–1954)                                                      | 25 juni 1951      | 2 oktober 1954   | CDU    |
| 6     |                                                                                           | Kai-Uwe von Hassel                                                                        | Kai-Uwe von Hassel (1913–1997)                                                            | 11 oktober 1954   | 9 januari 1963   | CDU    |
| 7     |                                                                                           | Helmut Lemke                                                                              | Helmut Lemke (1907–1990)                                                                  | 9 januari 1963    | 24 mei 1971      | CDU    |
| 8     |                                                                                           | Gerhard Stoltenberg                                                                       | Gerhard Stoltenberg (1928–2001)                                                           | 24 mei 1971       | 14 oktober 1982  | CDU    |
| 9     |                                                                                           | Uwe Barschel                                                                              | Uwe Barschel (1944–1987)                                                                  | 14 oktober 1982   | 2 oktober 1987   | CDU    |
| [ 5 ] |                                                                                           | Henning Schwarz                                                                           | Henning Schwarz (1928–1993)                                                               | 2 oktober 1987    | 31 mei 1988      | CDU    |
| 10    |                                                                                           | Björn Engholm                                                                             | Björn Engholm (1939)                                                                      | 31 mei 1988       | 19 mei 1993      | SPD    |
| 11    |                                                                                           | Heide Simonis                                                                             | Heide Simonis (1943–2023)                                                                 | 19 mei 1993       | 27 april 2005    | SPD    |
| 12    |                                                                                           | Peter Harry Carstensen                                                                    | Peter Harry Carstensen (1947)                                                             | 27 april 2005     | 12 juni 2012     | CDU    |
| 13    |                                                                                           | Torsten Albig                                                                             | Torsten Albig (1963)                                                                      | 12 juni 2012      | 28 juni 2017     | SPD    |
| 14    |                                                                                           | Daniel Günther                                                                            | Daniel Günther (1973)                                                                     | 28 juni 2017      | heden            | CDU    |